# كريستينا أوزوالد
كريستينا أوزوالد (بالألمانية: Christina Fellner)‏ هي لاعبة هوكي الجليد ألمانية، ولدت في 26 يوليو 1973 في غارميش-بارتنكيرشن في ألمانيا.

## وصلات خارجية
- كريستينا أوزوالد على موقع EliteProspects.com (الإنجليزية)
- كريستينا أوزوالد على موقع اللجنة الأولمبية الدولية (الإنجليزية)
- كريستينا أوزوالد على موقع أوليمبيديا (الإنجليزية)